# Adesso (Erica Mou)
Adesso è un singolo della cantante italiana Erica Mou, pubblicato nel 2016.

## Il brano
La canzone è stata scritta da Erica Mou insieme a Chiara Gamberale ed è ispirata all'omonimo romanzo della scrittrice, pubblicato da Feltrinelli contestualmente al singolo.

## Video
Il video della canzone è diretto da Giovanni Virgilio e vede la partecipazione dell'attore Paolo Briguglia.

## Tracce
1. Adesso – 3:03